# Blood Bath
Blood Bath è un film horror statunitense del 1966 diretto da Jack Hill e Stephanie Rothman. Il film è conosciuto anche come Track of the Vampire in una riedizione televisiva.
È la produzione più travagliata tra le centinaia distribuite da Roger Corman. Iniziò come un thriller iugoslavo di spionaggio nel 1963 co-finanziato da Corman, che ritenne poi il prodotto finale non pubblicabile. Numerose sequenze orrorifiche furono successivamente girate e montate in pellicola, prima da Jack Hill nel 1964, poi da Stephanie Rothman nel 1966. Corman approvò la versione di Rothman e il film fu distribuito dalla American International Pictures con i crediti relativi alla regia e alla sceneggiatura intestati ad Hill e a Rothman.

## Trama
A Venice, in California, la studentessa Daisy lascia un locale dopo aver litigato con il suo fidanzato Max. Passeggiando per le strade desolate, si ferma ad ammirare alcuni dipinti raccapriccianti da una finestra della galleria dell'artista Antonio Sordi, che guarda caso arriva sul posto per pura combinazione. Dopo una conversazione amichevole, Sordi convince la giovane a posare nuda per lui quella notte. Nel suo studio, Sordi viene posseduto dallo spirito di un antenato morto da tempo e si trasforma improvvisamente in un vampiro che ammazza Daisy con una mannaia. In seguito, cala il suo cadavere mutilato in una vasca di cera bollente.
Sordi, nella sua forma vampiresca, comincia quindi ad aggirarsi per la città in cerca di vittime. A metà della giornata, insegue una giovane donna tra le onde su una spiaggia e la fa annegare. Di notte, uccide una prostituta in una macchina mentre i pedoni che girano intorno pensano che i due stiano condividendo un momento intimo. Un'altra vittima viene avvicinata ad una festa, inseguita in una piscina, e annegata. Le donne uccise vengono portate allo studio e i loro corpi dipinte dall'artista e poi ricoperti di cera.
Max intanto vuole fare pace con Daisy, ma non la trova da nessuna parte. Apprendendo che ha posato per Sordi e che sta per diventare il soggetto della più recente serie dell'artista di nudi, fa visita a sua sorella Donna. Donna dice a Max che non ha visto la sorella per più di due giorni e che è preoccupata per la recente serie di sparizioni.
Lei ha inoltre letto della leggenda di Erno, antenato di Max Sordi del XV secolo, un pittore condannato a essere bruciato sul rogo per aver catturato le anime suoi sudditi su tela. Non riuscendo a convincere Max che Antonio Sordi potrebbe anche essere un vampiro, si confronta con l'artista nel suo studio e gli chiede se ha visto Daisy. Lui con rabbia la caccia via. Quella notte, la segue poi in strada e la uccide quando lei cerca di scappare in un luna park.
Il Sordi "umano" è innamorato di Dorian, una ballerina ed ex compagna di stanza di Daisy. In un primo momento cerca di proteggerla dalle sue tendenze vampiresche, dicendole che il suo studio è un luogo triste. Quando lei però arriva al suo studio senza preavviso, lui crede che lei sia Melizza, la reincarnazione della donna di Erno Sordi morta da tempo (interpretata anche lei da Linda Saunders), una strega che lo aveva denunciato ai tribunali ecclesiastici al fine di proteggersi dai processi, e la intrappola nel suo studio. Nel momento in cui le sta per tagliare la gola con un rasoio arrivano Max ed i suoi amici che si sono finalmente resi conto che Sordi è un assassino e liberano la ragazza. Melizza, riporta poi in vita tre delle vittime di Sordi e lo costringe ad immergersi nella cera bollente.

## Produzione
Il film fu prodotto dalla Avala Film e dalla Jack Hill Productions e girato tra il 1963 e il 1966 a Belgrado, Serbia, e a Venice (Los Angeles) William Campbell interpreta l'artista con tendenze vampiresche. Compaiono nel cast Linda Saunders, Merissa Mathes, Sid Haig, Jonathan Haze, e Patrick Magee.
Nel 1963, mentre era in vacanza in Europa, Corman fece un accordo per distribuire un thriller di spionaggio jugoslavo intitolato Operacija Ticijan/Operation: Titian. Corman acquistò i diritti del film per 20.000 dollari e insistette per ottenere il controllo della produzione per garantire che il film fosse adeguatamente "americanizzato". A tal fine, Corman fornì due membri del cast, William Campbell e Patrick Magee, che erano apparsi nel film di Corman I diavoli del gran prix e in quello di Francis Ford Coppola co-prodotto da Corman Terrore alla tredicesima ora. Inoltre, Coppola fu ingaggiato come segretario di edizione della produzione. Il film fu considerato non pubblicabile da Corman, anche se una versione ridoppiata, leggermente rieditata, venne finalmente distribuita direttamente in televisione con il titolo Portrait in Terror.
Nel 1964, Corman chiese al regista Jack Hill di recuperare il film aggiornandolo e sostituendo alcune scene. Hill girò le sequenze addizionali a Venice, in California, al fine di assecondare le scenografie europee originali, e trasformò il thriller di spionaggio in un film dell'orrore su un artista pazzo che uccide i suoi modelli e fa sculture con i loro cadaveri. Campbell si dichiarò disponibile per le nuove riprese ma richiese un ulteriore addebito economico, facendo arrabbiare Corman, che tuttavia accettò le richieste dell'attore. Hill aggiunse tutte le scene con Sid Haig e Jonathan Haze e fu responsabile per quella che molti fan credono sia la sequenza più efficace del film: l'omicidio a colpi di ascia di Daisy. Il ruolo di Magee è stato più o meno mantenuto intatto in questa versione. Tuttavia, la versione di Hill, reintitolata Blood Bath, non fu distribuita perché Corman, ancora una volta, era insoddisfatto dei risultati.
Nel 1966, Corman fece un altro tentativo per creare un film decente e assunse un'altra regista, Stephanie Rothman, per cambiare la storia. Pur conservando gran parte del repertorio di Hill, trafornò ancora il personaggio principale, un folle artista omicida, in un folle artista omicida che è anche un vampiro. Campbell si rifiutò di girare ulteriori sequenze e Rothman fu costretta ad utilizzare un attore completamente diverso per le nuove scene degli omicidi. Rothman fornì quindi al personaggio la capacità di cambiare magicamente la sua forma fisica ogni volta che si trasforma in un vampiro, al fine di spiegare il cambio dei connotati. Quasi tutte le scene aggiunte da Rothman, comprese quelle con Sandra Knight, sono le meno efficaci del film. Questa volta, il ruolo di Magee fu quasi completamente tagliato. Egli appare come il marito geloso della ballerina di night club (interpretata da Anna Pavane) che posa per Sordi. Egli segue Sordi nel suo studio e tenta di ucciderlo, ma viene spinto nella cera bollente. Questa versione soddisfò Corman e successivamente il film fu per breve tempo distribuito nei cinema dalla American International Pictures, mantenendo il titolo di Blood Bath. Sia Hill che la Rothman furono accreditati come co-registi. Fu distribuito negli Stati Uniti in modalità double features (due film, al cinema o nei drive in, al prezzo di uno) insieme a Queen of Blood, altra produzione a basso costo realizzata da Corman e co-prodotta da Rothman.
Esiste una quinta versione del film. Blood Bath di Rothman durava 69 minuti, una durata ritenuta troppo breve per le proiezioni televisive. Altri nuovi filmati vennero perciò aggiunti alla quarta versione, tra cui una sequenza di sei minuti che mostra Linda Saunders che danza sulla spiaggia. Il film fu reintitolato Track of the Vampire, ed è questa versione distribuita in TV ad essere la più nota delle cinque prodotte, disponibile nel pubblico dominio oltre che in videocassetta e in DVD.
La musica di questa ultima versione è il risultato del mixaggio di vari pezzi prodotti dal compositore Ronald Stein per precedenti produzioni di Corman, in particolare La sopravvissuta e Terrore alla tredicesima ora.

## Distribuzione
Alcune delle uscite internazionali sono state:
- 2 marzo 1966 negli Stati Uniti (Blood Bath)
- in Germania Ovest (Horror Cocktail)
- in Ungheria (Horror cocktail)

## Promozione
La tagline è: "The shrieking of mutilated victims caged in a black pit of horror! " ("Le grida delle vittime mutilate bloccate in un pozzo nero dell'orrore!").

## Critica
Michael Weldon, nella sua Psychotronic Encyclopedia of Film, ha definito Blood Bath "un film horror confuso ma interessante con una storia ancora più confusa". The Aurum Film Encyclopedia di Phil Hardy: "Economico e grezzo, con richiami ad una dozzina di film che vanno da La maschera di cera (1933) a Un secchio di sangue (1959), questo film non è godibile".  Binion Cavett di Allmovie scrisse: "Come si può immaginare, questo film è abbastanza difficile da seguire, ma ci sono alcune buone cose - in particolare l'interpretazione di William Campbell e alcune scene con un'effettiva suspense".
Nel 1991, il magazine bimestrale Video Watchdog dedicò al film lunghi articoli con la storia in dettaglio della produzione. Questi articoli includevano interviste ad Hill e Campbell, l'ultimo dei quali espresse stupore quando gli fu detto che il film che aveva girato tanto tempo fa in Jugoslavia, era stata trasformato in cinque film diversi.